# Ioan Dobosy
 Ioan Dobosy  (n. 30 noiembrie 1889, Medieșu Aurit – d. 16 noiembrie 1966, Satu-Mare) a fost un deputat în Marea Adunare Națională de la Alba Iulia, organismul legislativ reprezentativ al „tuturor românilor din Transilvania, Banat și Țara Ungurească”, cel care a adoptat hotărârea privind Unirea Transilvaniei cu România, la 1 decembrie 1918.:p. 273

## Biografie
Ioan Dobosy s-a născut în localitatea Medieșu Aurit, la 30 noiembrie 1889.  A fost avocat în Ugocea, iar după 1918 a fost prim pretor al plășii Ugocea.A decedat în anul 1966, pe 16 noiembrie, la Satu-Mare .:p. 273

## Educație și studii
A studiat dreptul.:p. 273

## Activitate politică
A fost delegat al cercului electoral Halmeu, fostul comitat Ugocea, la Marea Adunare Națională de la Alba Iulia din 18 noiembrie/ 1 decembrie 1918.